# Lambik’s magic show
Lambik's magic show is het honderdnegenentwintigste stripverhaal uit de reeks van Suske en Wiske. 
Het verhaal werd oorspronkelijk in 1978 uitgegeven. Het is nooit uitgekomen als op zichzelf staand album in de reguliere Vierkleurenreeks. Het verscheen in 2024 in de spin-offreeks Suske en Wiske in het kort.

## Locaties
- huis van tante Sidonia

## Personages
- Suske, Wiske, tante Sidonia, Lambik, Jerom

## Het verhaal
Lambik voert een magic show op met taarten en worst, ook ander voedsel wordt in de show betrokken. Het voedsel verdwijnt, maar het lukt Lambik niet om ook de aardbeien met slagroom te laten verdwijnen. Jerom kruipt misselijk onder de tafel vandaan, hij kan niets meer op. 